# Bartolo Longo
Bartolo Longo (Latiano, 10 febbraio 1841 – Scafati, 5 ottobre 1926) è stato fondatore e benefattore del Santuario della Beata Vergine del Rosario di Pompei e consacrato nel  Terz'Ordine domenicano. Fu beatificato da papa Giovanni Paolo II il 26 ottobre 1980. Sarà canonizzato da papa Leone XIV il 19 ottobre 2025 in seguito all'approvazione data da papa Francesco il 24 febbraio 2025 durante la sua degenza al Policlinico Agostino Gemelli di Roma.

## Biografia

### I primi anni e il periodo universitario

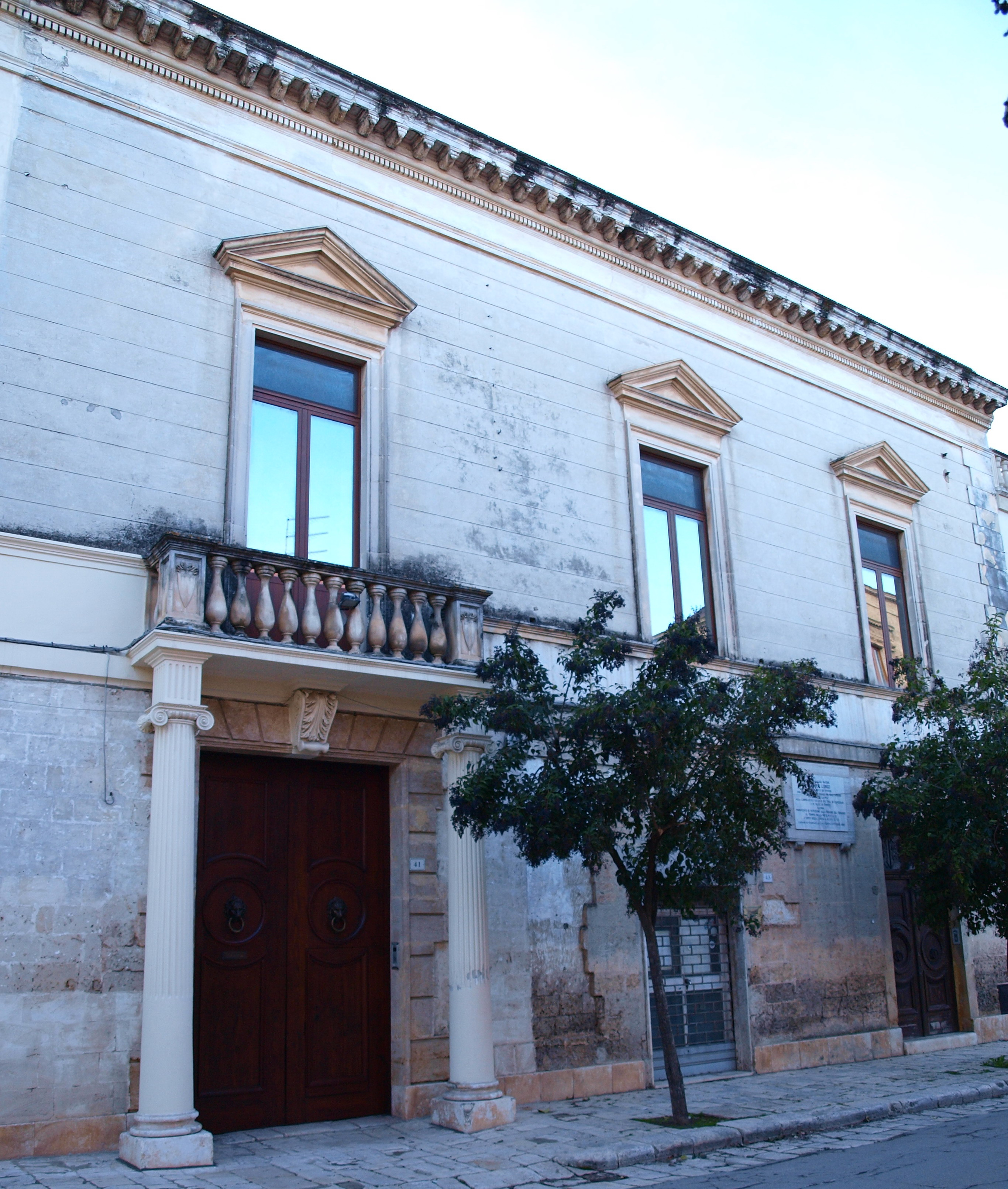
La casa natale di Bartolo Longo a Latiano

Figlio di Bartolomeo, medico, e di Antonia Luparelli, fu battezzato tre giorni dopo la nascita, il 13 febbraio 1841 a Latiano, in Puglia, allora Terra d'Otranto.
Di fisico minuto ma di acuta intelligenza, Bartolo Longo fu posto nel collegio dei Padri Scolopi di Francavilla Fontana, all'età di 5 anni, come era d'uso a quell'epoca. «Ero, dice, un diavoletto vivace e impertinente, un po' birichino». Lasciò il collegio nel 1858, dopo aver conseguito il titolo di studio che lo abilitava all'insegnamento di “rudimenti grammaticali”.
Di agiate condizioni economiche, il giovane Bartolo si dedicò appassionatamente al ballo, alla musica e alla scherma. Completò nel frattempo gli studi superiori in forma privata a Lecce. Avvenuta l'annessione del Regno delle due Sicilie al Regno d'Italia, con la legge Casati estesa a tutto il Regno d'Italia, gli studi subirono un forte mutamento, per cui i titoli conseguiti finora non gli erano riconosciuti. Per tale ragione dovette iscriversi presso la Regia università di Napoli negli studi di giurisprudenza.
In quegli anni, a Napoli, soprattutto nell'ambiente accademico, vi era un forte anticlericalismo. Longo, dopo la lettura del libro Le Vie de Jesus del filosofo francese Ernest Renan, aderì completamente alla contestazione anticlericale; egli seguì in quel periodo anche le lezioni di Lettere e Filosofia di alcuni professori apertamente anticattolici come Augusto Vera, Bertrando Spaventa e Luigi Settembrini, lezioni improntate al positivismo dominante, e quindi alla negazione del soprannaturale. Si avvicinò anche a un gruppo spiritista e satanista, un culto che in quel tempo era molto diffuso nel napoletano, e divenne per circa un anno e mezzo un "sacerdote" satanista.

### La nuova vita

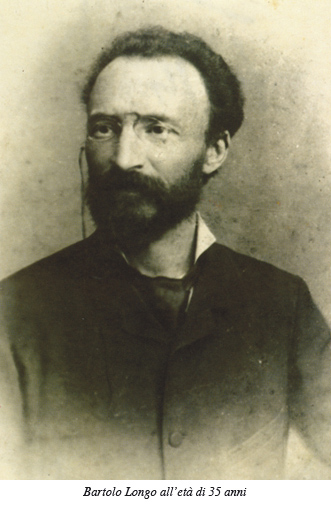
Bartolo Longo a 35 anni

Con il passare del tempo tuttavia si verificò in lui una profonda crisi; una vera e propria depressione psichica e fisica, forse indotta anche dai riti del satanismo che comportavano lunghi periodi di digiuno e che gli danneggiarono anche l'apparato digerente; questa grave depressione non lo portò al suicidio, come invece accadde ad un suo amico.
La sua vita ebbe allora una svolta totale. Dopo una notte di incubi, egli si rivolse al professor Vincenzo Pepe, suo compaesano e uomo molto religioso, che lo inviò alla direzione spirituale di padre Alberto Radente, appartenente all'ordine dei Domenicani, che dopo poco tempo riuscì a farlo aggregare al Terzo Ordine di San Domenico. Proprio nell'Ordine Domenicano è presente una particolare attenzione per la preghiera del Santo Rosario e quindi per la Madonna del Rosario, una devozione molto antica che affonda le sue radici all'epoca dell'istituzione stessa dei Domenicani cioè nel XIII secolo. Longo sviluppò nel tempo una forte devozione per il Santo Rosario e, trovandone notevole giovamento spirituale, volle ritornare dai suoi ex-compagni di spiritismo per tentare di portarli sulla retta via e convertirli, ma non riuscì nel suo intento.
Nel 1864 si laureò in giurisprudenza e tornò al paese natìo, abbandonando la professione di avvocato: si prodigò in opere assistenziali e fece voto di castità seguendo anche le indicazioni del venerabile Emanuele Ribera, redentorista che gli aveva preannunciato una probabile alta missione da compiere per la cristianità. Grazie alla divisione patrimoniale familiare, aveva ottenuto una cospicua somma di denaro e notevoli beni immobili che gli garantivano una rendita annua di oltre 5.000 lire, una somma elevata per l'epoca, che gli consentì di assegnare vitalizi e sostenere periodiche spese di ammalati e bisognosi.

### L’incontro con la contessa Marianna Farnararo De Fusco
Per seguire questa vocazione ad aiutare i bisognosi tornò a Napoli, dove conobbe il futuro santo Ludovico da Casoria e la futura santa Caterina Volpicelli. Nella Casa Centrale che la Volpicelli aveva aperto a Napoli, Bartolo conobbe la contessa Marianna Farnararo De Fusco (Monopoli, 13 dicembre 1836 – Pompei, 9 febbraio 1924), donna impegnata fortemente in opere caritatevoli ed assistenziali. Nel 1864 questa era rimasta vedova del conte Albenzio De Fusco di Lettere, i cui possedimenti si estendevano anche nella Valle di Pompei. Alla contessa, vedova di soli 27 anni con cinque figli in tenera età, serviva un amministratore per i beni De Fusco, nonché un precettore per i figli. Fu così che Bartolo accettò di stabilirsi in una residenza dei De Fusco per assolvere a tali compiti. Questa conoscenza segnò una svolta fondamentale nella vita di Longo, poiché egli ne divenne l'inseparabile compagno nelle opere caritatevoli. Tale amicizia tuttavia diede luogo a parecchie maldicenze, per cui, dopo un'udienza da Papa Leone XIII, nel 1885 i due decisero di sposarsi, con il proposito però di vivere come buoni amici, in amore fraterno, come avevano fatto fino ad allora. Il matrimonio fu celebrato senza gli atti civili e le pubblicazioni di rito.

### L'incontro con Pompei
Il primo vero contatto di Bartolo Longo con i pompeiani avvenne nel 1872, quando egli si recò nella Valle di Pompei per sistemare i rapporti economici tra la contessa De Fusco e gli affittuari dei suoi possedimenti. In tale occasione ebbe modo di notare lo stato di abbandono in cui i circa 1.000 abitanti della zona vivevano e notò in quale stato di rovina si trovava la Parrocchia del Santissimo Salvatore, umile e antica chiesa, le cui origini risalivano al 1093, ed intorno alla quale si raggrupparono i primi abitanti dell'Agro pompeiano. Un giorno, vagando per quei campi, in contrada Arpaia, Bartolo sentì una voce misteriosa che gli diceva: “Se propaghi il Rosario, sarai salvo!”. E subito dopo udì l'eco di una campana lontana, che suonava l'Angelus di mezzogiorno; egli allora si inginocchiò sulla nuda terra a pregare fino al raggiungimento di una grande pace interiore, mai provata prima. A quel punto ebbe ancora più chiara la missione da compiere. Iniziò così a progettare la costituzione di una “pia società” intitolata al Santo Rosario, da realizzarsi proprio lì, in quella valle abbandonata.

### Il quadro della Madonna

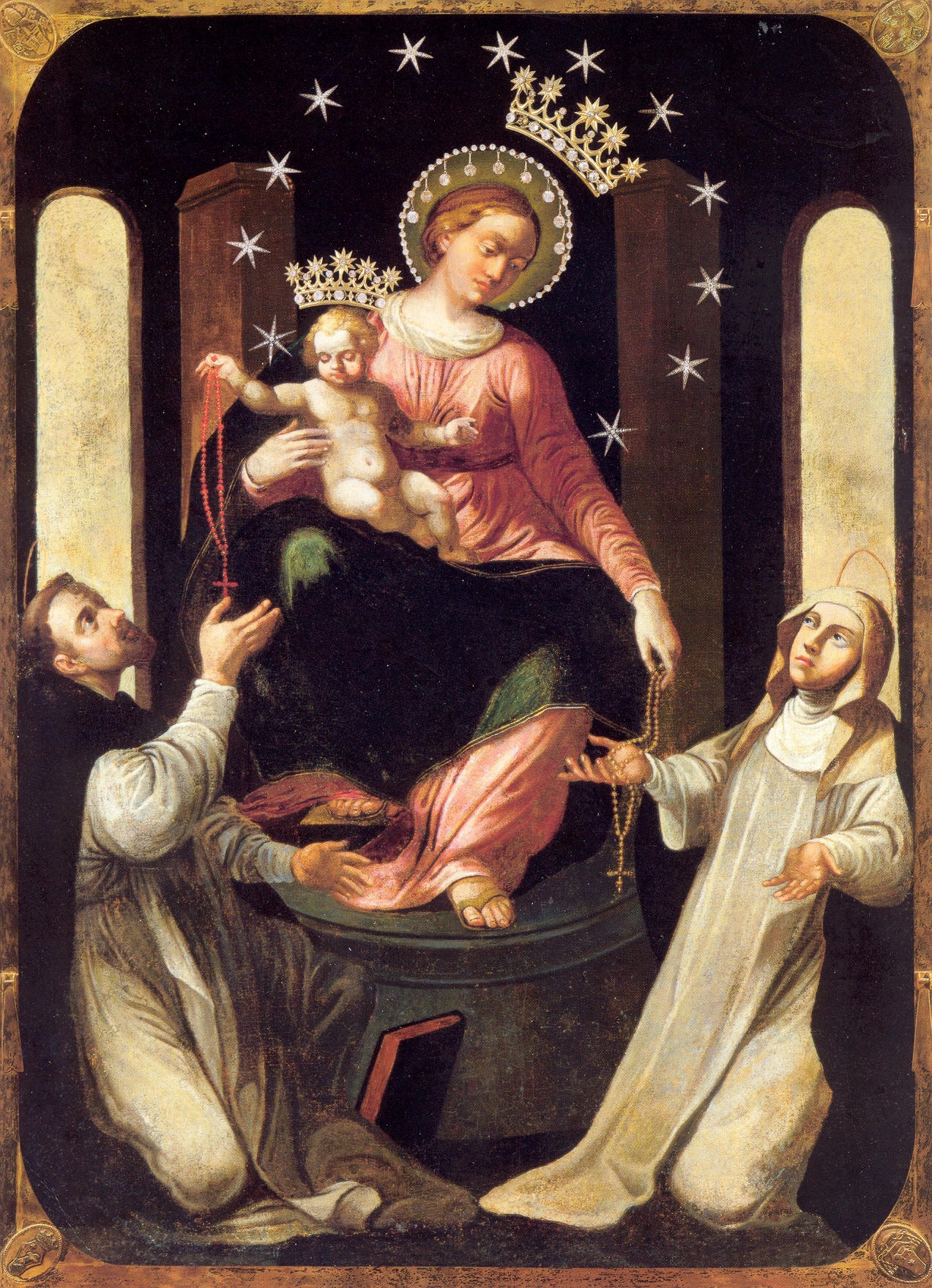
Icona della Madonna di Pompei

Nei tre anni successivi tornò tra i pompeiani più volte per diffondere la devozione al Santo Rosario, ma ben presto si rese conto che, a tale scopo, gli occorreva un quadro della Madonna del Rosario dipinto ad olio, come si confaceva meglio all'uso liturgico. Il 13 novembre 1875 si recò così a Napoli avendo in mente di acquistarne uno già visto in un negozio, ma le cose non andarono come egli aveva pensato. Per puro caso, infatti, incontrò in Via Toledo padre Radente, che allo scopo gli suggerì di andare al Conservatorio del Rosario di Portamedina e di chiedere, in suo nome, a Suor Maria Concetta De Litala un vecchio quadro del Rosario che egli stesso le aveva affidato dieci anni prima. Bartolo seguì tale suggerimento, ma fu presto preso da sgomento quando la suora gli mostrò il quadro: una tela corrosa dalle tarme e logorata dal tempo, che mancava in più parti di pezzi di colore, con la Madonna in atteggiamento antistorico, cioè con la Vergine che porge la corona a Santa Rosa da Lima anziché a Santa Caterina da Siena, come nella tradizione domenicana. Longo fu sul punto di declinare l'offerta, ma ritirò comunque il dono per l'insistenza della stessa suora.
Nel tardo pomeriggio del 13 novembre 1875, l'immagine della Madonna giunse così a Pompei su un carretto guidato dal carrettiere Angelo Tortora e altre volte adibito al trasporto di letame. Fu scaricata con la sua lurida copertura di fronte alla fatiscente Parrocchia del Santissimo Salvatore, dove ad aspettarla c'erano l'anziano parroco don Cirillo, Bartolo e altri pochi abitanti. Lo sgomento iniziale di Bartolo colse anche tutti gli altri presenti quando, tolta la coperta, fu mostrato il quadro. Furono tutti d'accordo che l'immagine non si poteva esporre, per timore di interdetto, prima di un restauro anche solo parziale. Al primo restauro, nel corso degli anni, ne seguirono altri e per i primi tre anni il quadro fu esposto in quella Parrocchia.

### La nuova chiesa e la nuova città

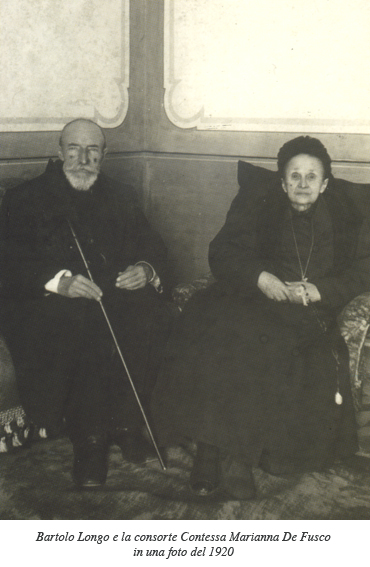
I coniugi Longo, ormai anziani, in una foto che li ritrae, nel 1920.

Di fronte a tanto interesse religioso e devozionale, il vescovo di Nola (nella cui diocesi era compresa allora anche la Valle di Pompei) suggerì a Longo di iniziare la costruzione di una nuova chiesa, in un terreno indicato dallo stesso vescovo. Iniziarono così le peregrinazioni di Bartolo Longo e della contessa De Fusco in cerca dei fondi necessari, mediante la sottoscrizione di “un soldo al mese”.
Il 13 febbraio 1876, giorno in cui per la prima volta il quadro della Madonna veniva esposto, dopo il restauro, alla pubblica venerazione, si verificò il primo prodigio: la completa guarigione della dodicenne Clorinda, giudicata inguaribile dal celebre professore Antonio Cardarelli, e per la cui salvezza la zia Anna aveva aderito alle offerte per la nascente chiesa. Era il primo di una lunga serie di miracoli e grazie nella storia del Santuario di Pompei. Da Napoli e successivamente da molte altre parti del mondo iniziarono a giungere offerte per la costruzione della nuova chiesa la cui prima pietra fu posta l'8 maggio 1876. Il quadro fu quindi posto su un altare provvisorio in una cappella (detta poi di Santa Caterina), nella erigenda chiesa. L'architetto Antonio Cua si offrì gratuitamente di redigere il progetto e dirigere i lavori della nuova chiesa.
Nel 1877, Longo scrisse e divulgò la pratica dei "Quindici Sabati". Due anni dopo guarì lui stesso da una grave malattia grazie alla recita della Novena, da lui composta e della quale ci furono, immediatamente, novecento edizioni in ventidue lingue. Il 14 ottobre 1883, ventimila pellegrini, riuniti a Pompei, recitarono per la prima volta la Supplica alla Vergine del Rosario, scritta dallo stesso Bartolo Longo, in risposta all'Enciclica Supremi Apostolatus Officio (1º settembre 1883), con la quale papa Leone XIII, di fronte ai problemi della società d'allora, additava come rimedio la recita del Rosario.
Nel 1884 fondò il periodico “Il Rosario e la Nuova Pompei”, tuttora stampato e diffuso in tutto il mondo. Nel frattempo, intorno al grande cantiere per la chiesa, Bartolo Longo diede forma alla nuova città, con le case per gli operai (primo esempio di edilizia sociale), il telegrafo, un piccolo ospedale, l'osservatorio meteorologico e quello geodinamico. Nel 1887 fondò l'Orfanotrofio Femminile, la prima delle sue opere di carità a favore dei minori.
Il 6 maggio 1891 il cardinale Raffaele Monaco La Valletta consacrò il nuovo Tempio. Nel 1898 Bartolo Longo fece ricostruire la Parrocchia del Santissimo Salvatore, tale quale oggi è, in modo che potesse continuare la sua esistenza in modo autonomo dalla nascente chiesa, divenuta sin dal 1894 Basilica Pontificia.
In questo periodo, Bartolo maturò la sua intuizione più originale e cioè: non solo credere nella possibilità del recupero dei figli dei carcerati, ma scommettere sul fatto che essi, a loro volta, avrebbero potuto salvare i loro genitori dalla disperazione. Nel 1892 veniva così collocata la prima pietra dell'Ospizio per i figli dei carcerati, retto, a partire dal 1907, dai Fratelli delle Scuole Cristiane di San Giovanni Battista de La Salle. Dopo appena sei anni gli allievi erano oltre cento. In seguito accolse anche le figlie dei carcerati, che affidò alla cura delle Suore Domenicane Figlie del Santo Rosario di Pompei, da lui fondate nel 1897. Si trattava di un'opera difficile perché combattuta dalla cultura e dalla scienza positivista del tempo, che non riconosceva l'educabilità del figlio di un delinquente. L'opera di Bartolo Longo dimostrò il contrario. Queste opere miravano ad accogliere ed educare tutti i bambini e ragazzi orfani o abbandonati e che quindi non avevano punti di riferimento familiari per la propria crescita umana e sociale.
Il 5 maggio 1901 fu così inaugurata la facciata del Santuario della Beata Vergine del Rosario di Pompei, frutto di offerte provenienti da tutto il mondo e dedicata alla Pace Universale. In tale occasione Bartolo Longo promise ai Pompeiani che un giorno la Basilica sarebbe stata visitata dal Papa, cosa che si è poi verificata per ben quattro volte: il 21 ottobre 1979 e il 7 ottobre 2003 da parte di Giovanni Paolo II, il 19 ottobre 2008 da parte di Benedetto XVI e il 21 marzo 2015 da parte di papa Francesco. Su Bartolo tuttavia caddero ingiurie e calunnie che arrivarono fin sul tavolo di papa Pio X: il 12 settembre 1906, così, Bartolo e la contessa decisero così di donare l'Opera di Pompei al pontefice. Pio X, venuto a conoscenza dei fatti, mostrò grande stima per il Fondatore della nuova Pompei e approvò la Pia Unione Universale per la recita del Rosario in comune e nelle famiglie proposta dal Longo, volendo esserne il primo iscritto.
L'opera di Bartolo Longo così si arricchì ulteriormente con l'istituzione della Supplica alla madonna di Pompei (da lui stesso scritta) l'8 maggio e la Prima domenica di ottobre, la promozione del Movimento Assunzionista per ottenere la definizione del dogma dell'Assunzione di Maria, l'Orfanotrofio Femminile, l'Istituto per i Figli dei Carcerati, l'Istituto per le Figlie dei Carcerati, la Congregazione femminile delle Suore Domenicane Figlie del Santo Rosario di Pompei, con lo scopo primario di assistenza e di educazione dei bambini e delle ragazze delle Opere, le Case Operaie per i dipendenti, la tipografia con annessa legatoria anche artistica, le officine, la scuola di arti e mestieri e la scuola serale, la stazione ferroviaria per la quale offrì il terreno. Bartolo Longo tuttavia intuì che la nascente città avrebbe avuto una forte vocazione turistica, sia per l'interesse archeologico verso gli scavi dell'antica Pompei, sia per il sempre maggiore interesse religioso che portava ormai migliaia di pellegrini presso la Basilica. Si adoperò pertanto affinché nella città sorgessero farmacie, luoghi di ristoro ed accoglienza per i visitatori, nonché una stazione ferroviaria con annessa piazza antistante (per le quali offrì il suolo), un ufficio postale, nuove strade e tutto quanto potesse rendere la città più bella e funzionale. Quindi una valle desolata, in penoso stato di abbandono e degrado, fu trasformata in una moderna e bella città a forte vocazione turistica, dotata di tutti i comfort e servizi.

### Gli ultimi anni
(Bartolo Longo, le sue ultime parole)

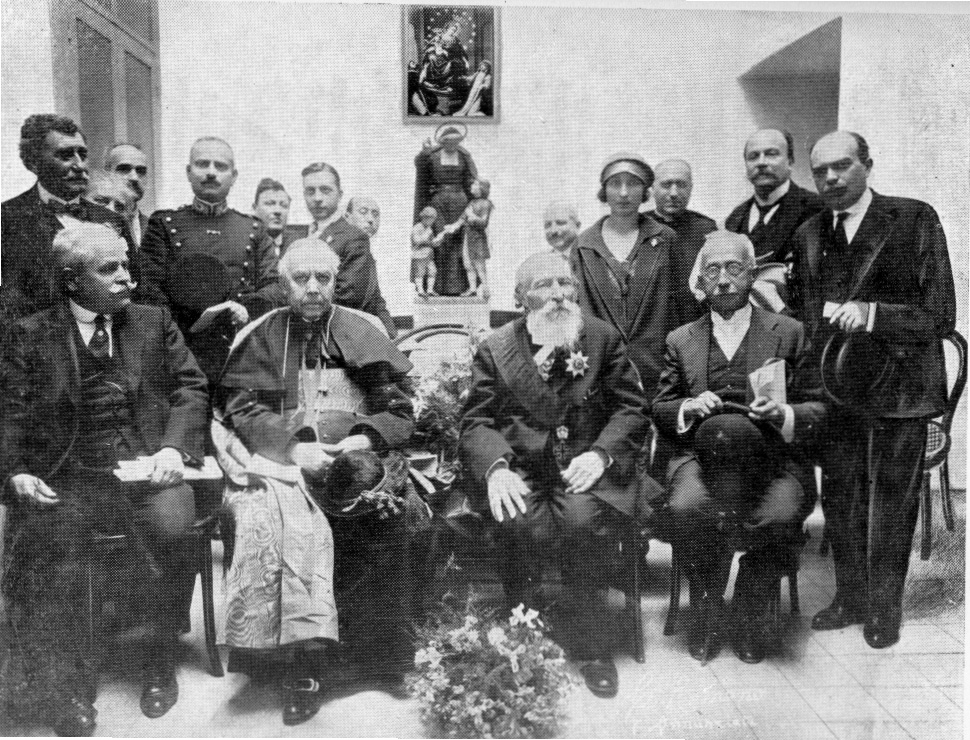
Bartolo Longo insignito della Gran Croce del Santo Sepolcro, 1925

La contessa De Fusco morì il 9 febbraio 1924. Ciò provocò giorni di terribile sofferenza a Bartolo che, per sfuggire alle possibili ritorsioni da parte degli eredi della nobildonna, si trasferì prima a Napoli, presso il nipote ingegnere, poi, dopo un mese, nella natia Latiano. Infatti poco dopo, a tutela del patrimonio, gli ufficiali del Tribunale di Salerno entrarono nella casa di proprietà della contessa e di Longo ed inventariarono mobili e beni. Il 23 aprile 1925, dopo quattordici mesi e molte sollecitazioni da parte dei pompeiani, Longo tornò a Pompei. E lo fece come quando vi era giunto per la prima volta nel 1872, senza possedere più nulla, ma stavolta trovando una città in festa ad aspettarlo. Bartolo Longo aveva nel frattempo ricevuto da Leone XIII l'onorificenza pontificia di Commendatore dell'Ordine di San Gregorio Magno e da allora era conosciuto da tutti come il "Commendator Bartolo". Il 30 maggio 1925 viene insignito dell'onorificenza pontificia di Cavaliere di Gran Croce del Sacro e Militare Ordine del Santo Sepolcro.
Negli ultimi mesi di vita, Bartolo poté godere dell'amicizia del dottor Giuseppe Moscati (proclamato santo il 25 ottobre 1987 da papa Giovanni Paolo II) che spesso vedeva per consulti medici. I due strinsero una filiale amicizia che si concluse solo quando, nella mattinata del 5 ottobre 1926, il Moscati andò a Pompei per assisterlo per l'ultima volta. Nel pomeriggio di quel giorno, infatti, tornando a Napoli, senza saper nulla di quello che accadeva a Pompei, disse ai suoi familiari: «Don Bartolo è passato in cielo».
Bartolo Longo così morì poverissimo, potendo disporre soltanto del proprio lettino poiché tutto il mobilio dell'appartamento era stato inventariato e vincolato da un sequestro conservativo ottenuto contro di lui da parenti della contessa De Fusco.
Due anni dopo, grazie all'interessamento di Fratel Adriano di Maria, dei Fratelli delle Scuole Cristiane, che continuò l'opera dell'avvocato, Pompei fu riconosciuta come comune autonomo.

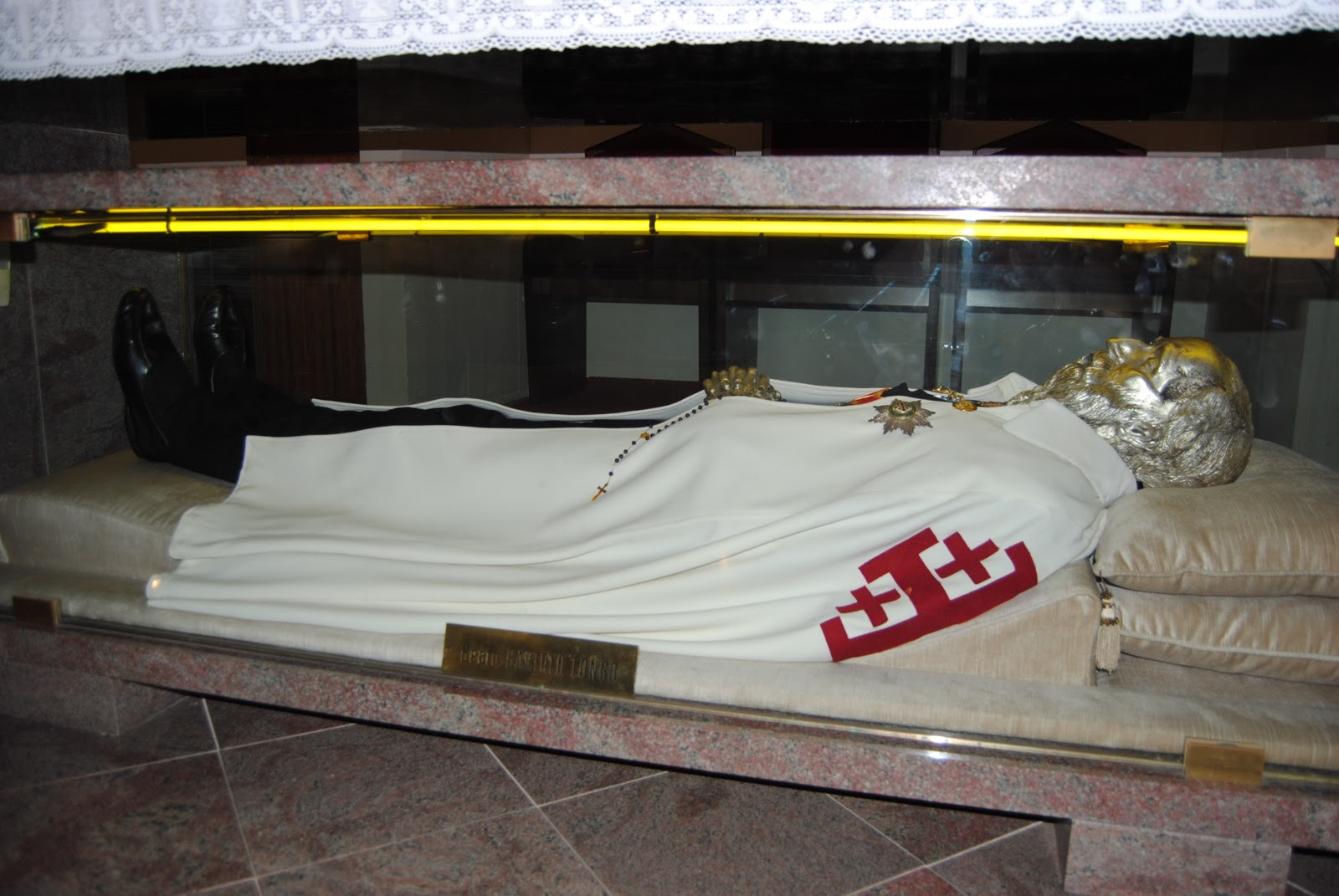
Urna contenente il corpo del beato Bartolo Longo, situata nella cappella omologa del Santuario della Beata Vergine del Rosario di Pompei.

### Il processo di beatificazione e canonizzazione
Il processo di beatificazione di Bartolo Longo cominciò subito dopo la sua morte, con un rallentamento negli anni ‘40 per il bisogno di ulteriori documenti da inserire nella Inquisitio; questi vengono richiesti (e forniti nel 1950) al Padre Barnabita Eufrasio Maria Spreafico, suo primo biografo e riordinatore dell'archivio, anche manoscritto, lasciato da Longo a Pompei. Completata la raccolta dei documenti l'iter continua giungendo alla beatificazione da parte di Giovanni Paolo II, avvenuta il 26 ottobre 1980. Le sue spoglie riposano, insieme a quelle della contessa De Fusco, di padre Radente e di Suor Maria Concetta de Lita, nell'ampia cripta sottostante la Basilica.
Il 25 febbraio 2025, dal suo letto di ospedale del policlinico Gemelli dove in quel periodo era ricoverato, papa Francesco ha approvato i voti favorevoli della sessione ordinaria dei Padri Cardinali e Vescovi membri del Dicastero per la Canonizzazione, segnando un ulteriore passo avanti nel processo che porterà Bartolo Longo agli onori degli altari. La canonizzazione avverrà il 19 ottobre 2025.

## Opere
- San Domenico e l'Inquisizione al Tribunale della Ragione e della Storia (Valle di Pompei, scuola tipografica editrice Bartolo Longo, 1888)